# Fernando Manríquez
Fernando Alejandro Manríquez Hernández (* 1. Februar 1984 in Santiago) ist ein chilenischer Fußballspieler. Der Mittelfeldspieler bestritt drei Länderspiele für die chilenische Fußballnationalmannschaft.

## Karriere

### Verein
Fernando Manríquez debütierte 2005 bei Santiago Morning und gewann direkt die Meisterschaft der Primera B. 2007 wurde er Kapitän der Mannschaft, für die er bis 2008 spielte und anschließend zu Everton wechselte. Nach einer Saison kehrte er zu Santiago Morning zurück. Nach Stationen 2012 bei Unión La Calera und 2013 bei Deportes Iquique unterschrieb der Mittelfeldspieler bei Universidad de Concepción. 2013/14 gewann er mit dem Klub die Copa Chile und stieg zum Fanliebling auf. Bis 2019 spielte er bei Concepción und kehrte im Juli 2022, nach einer Station bei Coquimbo Unido, zu Santiago Morning zurück.

### Nationalmannschaft
Für die chilenische Nationalmannschaft bestritt Manríquez im Mai 2007 drei Freundschaftsspiele.

## Erfolge
Santiago Morning
- Chilenischer Zweitligameister: 2005

Universidad de Concepción
- Chilenischer Pokalsieger: 2013/14

Coquimbo Unido
- Chilenischer Zweitligameister: 2021